# Thạnh Hòa Sơn
Thạnh Hòa Sơn là một xã cũ thuộc huyện Cầu Ngang, tỉnh Trà Vinh, Việt Nam.

## Địa lý
Xã Thạnh Hòa Sơn có vị trí địa lý:
- Phía đông giáp xã Hiệp Mỹ Tây
- Phía tây, nam giáp huyện Duyên Hải
- Phía bắc giáp huyện Trà Cú và xã Long Sơn.

Xã Thạnh Hòa Sơn có diện tích 22,86 km², dân số năm 2019 là 7.965 người, mật độ dân số đạt 348 người/km².

## Hành chính
Xã Thạnh Hòa Sơn được chia thành 6 ấp: Cầu Vĩ, Lạc Hòa, Lạc Sơn, Lạc Thạnh A, Lạc Thạnh B, Trường Bắn.

## Lịch sử
Ngày 15 tháng 9 năm 1981, Hội đồng Bộ trưởng Quyết định 69-HĐBT về việc chia xã Ngũ Lạc thành hai xã là xã Ngũ Lạc và xã Thạnh Hòa Sơn.
Ngày 15 tháng 10 năm 2019, Hội đồng Nhân dân tỉnh Trà Vinh ban hành Nghị quyết 157/NQ-HĐND về việc sáp nhập ấp Sóc Chuối vào ấp Lạc Sơn.